# Earthworm Jim 2
Earthworm Jim 2 es un videojuego de plataformas cuyo protagonista en un gusano de tierra llamado Jim, que va enfundando en un traje espacial. Se trata de una secuela del juego original Earthworm Jim, y el  último trabajo de la serie donde intervinieron los creadores originales del personaje: Doug TenNapel, David Perry y la compañía Shiny Entertainment. Fue lanzado a finales del año 1995 (o a principios de 1996 dependiendo de la región y de la consola) Inicialmente fue lanzado para Mega Drive y Super Nintendo, y posteriormente pasó a otras videoconsolas.

## Historia
El objetivo del juego es básicamente el mismo que la primera parte: recorrer las pantallas superandos obstáculos y enemigos y salvar a la princesa What's her name. Para ello, Jim contará con varios tipos de pistolas para vencer a los villanos; el látigo ya presente en el primer juego; y un amigo unido al traje, Snot, que es una especie de moco verde con el que Jim puede pegarse a superficies y utilizar como paracaídas.

### Niveles
- Anything But Tangerines
- Lorenzen's Soil
- Puppy Love
- Villi People
- The Flyin King
- Udderly Abducted
- Inflated Head
- ISO 9000
- Level Ate
- See Jim Run, Run Jim Run!

## Versiones
El juego fue desarrollado para Mega Drive y luego porteado a la Super Nintendo aunque fueron publicados casi al mismo tiempo. La única diferencia entre ambos, es que la versión de Super Nintendo contaba con fondos alternativos. Posteriormente fue lanzada una versión para MS-DOS con música mejorada, más clips de voz y gráficos más suavizados. Sin embargo, no contaba con el nivel Lorenzen's Soil. Las versiones para PlayStation y Sega Saturn también contenían el audio mejorado y todos los niveles de la versión original.
Muchos años más tarde, el juego volvería a ser lanzado para una nueva generación de consolas. En 2002 fue presentado para Game Boy Advance nuevamente por Majesco, siendo ampliamente criticado por los pobres gráficos, pésimo sonido y una jugabilidad anticuada. La versión de Mega Drive fue lanzada para descargar en la Consola Virtual de la Wii en el año 2009. en inglés.

## Recepción
El juego acogió críticas muy positivas por parte de las revistas especializas. IGN y GameZone lo declararon como mejor que el original, que igualmente fue muy bien recibido. Destructoid elogió humor del juego, sus innovaciones, y sus minijuegos en comparación con la jugabilidad lineal común en la época. NintendoLife dio al juego un 7 de 10.
Sin embargo, mientras que las versiones de Mega Drive y Super Nintendo tuvieron tan buena recepeción, versiones posteriores fueron peor recibidas. El juego de PlayStation, que contiene el mismo contenido que las versiones originales, recibió una mala crítica y una puntuación de 3 de 10 por parte de Computer and Video Games, debido a las nulas mejoras a pesar de contar la consola con un hardware más poderoso que la Mega Drive o la Súper Nintendo.
La versión de Game Boy Advance fue criticada debido a los gráficos, problemas con el motor del juego o el impredecible sistema de guardado. IGN le dio un 4 de 10 mientras que Gamespot lo denominó como injugable.

## Legado
A este segundo juego de la serie le seguirían nuevas secuelas que sin embargo, no sería desarrolladas por la compañía creadora de JIM, Shiny Entertainment. Los posteriores juegos lanzados serían Earthworm Jim 3D (1999) y Earthworm Jim: Menace 2 the Galaxy (1999), con estilos de juego diferentes al original. Ambas entregas recibieron críticas muy negativas.